# Võ Nguyên Giáp
Vo Nguyen Giap (n. 25 august 1911, Lộc Thủy⁠(d), Quảng Bình, Vietnam – d. 4 octombrie 2013, Hà Nội, Vietnam) a fost un general al armatei vietnameze și om politic vietnamez. El a fost vice-prim ministru, ministru al apărării naționale din Vietnam. A jucat un rol esențial în bătălia de la Dien Bien Phu, învingând armata franceză în Dien Bien Phu, în nord-vestul Vietnamului. De asemenea, a jucat un rol important în războiul din Vietnam.
Giap s-a născut în Quang Binh, a absolvit Facultatea de Drept. Înainte de a se înrola în armată, el a profesat ca profesor de istorie și științe sociale. El a fost fondatorul armatei Viet Minh.